# بيت مغير (مدينة حجة)

تعديل مصدري - تعديل

بيت مغير هي إحدى قرى عزلة عبس بمديرية مدينة حجة التابعة لمحافظة حجة، بلغ تعداد سكانها 0 نسمة حسب تعداد اليمن لعام 2004.